# Karin Haydu
Karin Haydu (* 7. dubna 1977, Bratislava) je slovenská herečka a moderátorka.

## Život a kariéra
Narodila se v rodině Juraje Hayda a Marie, rozené Czuczorové. Po skončení střední školy pokračovala ve studiu na VŠ. Na Vysoké škole múzických umění v Bratislavě vystudovala herectví. Objevila se v divadelních hrách Mizantrop či Traja v polievke. Hrává i v Slovenském národním divadle v Bratislavě a v divadle West. V televizi se 9 let podílela na tvorbě úspěšné relace Čo dokáže ulica. Hrála v televizních seriálech Panelák a Ordinácia v ružovej záhrade.

## Filmografie
- 1992 – Lepšie byť bohatý a zdravý ako chudobný a chorý
- 1996 – Herodes a Herodias (TV film)
- 2007 – Ordinácia v ružovej záhrade (TV seriál)
- 2008 – Panelák (TV seriál)
- 2011 – Hoď svišťom – (TV seriál)
- 2013 – Búrlivé víno – (TV seriál)
- 2013 – Chlapi neplačú – (TV seriál)